# Thần ăn
Thần ăn (tiếng Trung: 食神; bính âm: Shi Shen; Yale Quảng Đông: Sik San; tiếng Anh: The God of Cookery) là một bộ phim Hồng Kông do Châu Tinh Trì và Lý Lực Trì đạo diễn, tác phẩm được công chiếu lần đầu năm 1996. Là một phim hài về ẩm thực, bộ phim nói về những cuộc thi nấu ăn ở Hồng Kông để tranh vị trí "Thần ăn". Dàn diễn viên chính của phim gồm có Châu Tinh Trì, Mạc Văn Úy, Cốc Đức Chiêu và Ngô Mạnh Đạt. Thần ăn cùng Thẩm tử quan là hai bộ phim mà vai diễn của Châu Tinh Trì và Ngô Mạnh Đạt ở hai tuyến nhân vật đối lập. Bộ phim sau khi công chiếu đã được đánh giá là thành công cả về doanh thu và nghệ thuật.

## Nội dung
Châu Tinh Trì là "Thần ăn" ở Hồng Kông, người giữ vị trí số một trong làng chế biến ẩm thực ở hòn đảo này. Tuy nhiên Châu không giữ danh hiệu này được lâu khi bị ông chủ tịch tập đoàn cùng Đường Ngưu âm mưu lật đổ để Đường Ngưu trở thành "Thần ăn" mới. Nhờ sự giúp đỡ của Gà Tây, một người phụ nữ bán mì ngoài chợ trời và cũng là người hâm mộ "Thần ăn", Châu dần lấy lại được vị thế ở Hồng Kông và đứng ra thách đấu với Đường Ngưu để giành lại danh hiệu cũ. Để luyện tay nghề, Châu quyết định tới chùa Thiếu Lâm để luyện công phu làm bếp.
Châu sau khi bị mất danh hiệu "Thần ăn" đã đi lang thang trên đường và gọi một bát mì ở quán của người phụ nữ tên Gà Tây, anh nhận xét rằng bát mì này thiếu gia vị. Sau đó Châu bị bọn côn đồ ở khu vực đó đánh đập, Gà Tây đuổi bọn chúng đi và mang cho Châu một bát cơm xá xíu trứng ốp la, lần này được Châu khen ngon.
Gà Tây và Đầu Ngỗng, một đại ca của vùng này, tranh cãi nhau về chuyện nên bán bò viên hay là tôm tít. Châu liền có ý tưởng kết hợp cả hai món trên lại để tạo ra một món bò viên mới mà cả ba người sẽ bán cùng nhau. Món bò viên này trở nên thành công vang dội. Châu nhận ra Gà Tây từng thần tượng anh khi anh còn là "Thần ăn", và gương mặt cô bị xấu xí cũng do đánh nhau với tên giang hồ phá hoại tấm áp phích có hình Châu.
Đường Ngưu nghe tin về món bò viên thành công của Châu, nên hắn cho người thủ tiêu Châu. Trên đường đến trường ẩm thực, Châu phát hiện ra Gà Tây đang đi theo anh. Cô muốn anh vẽ cho xong hình trái tim lãng mạn như là quà lưu niệm giúp cô nhớ về anh. Biết rằng Gà Tây đem lòng yêu mình, Châu liền từ chối. Lúc đó có tên sát thủ được cử đến để giết Châu. Gà Tây bị bắn vào mặt vì cô muốn đỡ đạn cho anh. Châu sau đó cũng biến mất một cách bí ẩn.
Một tháng sau, Đường Ngưu tham gia cuộc thi nấu ăn để bảo vệ danh hiệu "Thần ăn". Châu có mặt ở cuộc thi vào phút cuối, và tiết lộ những gì đã xảy ra: anh chạy thoát khỏi mũi súng của tên sát thủ rồi ẩn náu cũng như tập nấu ăn trong chùa Thiếu Lâm Tự. Châu và Đường Ngưu đấu với nhau, cả hai cùng làm món Phật nhảy tường, trong lúc thi đấu hai người còn tìm cách phá hoại lẫn nhau. Ông chủ tịch tập đoàn đã sử dụng một quả bom để phá hoại bài thi của Châu. Chỉ còn vài phút cuối cùng, Châu đổi qua làm món "Cơm Đau khổ", bát cơm xá xíu trứng ốp la mà trước đây Gà Tây cho anh ăn. Mặc dù món cơm của Châu ngon hơn, nhưng bà giám khảo đã bị Đường Ngưu mua chuộc. Quan Âm Bồ Tát hiện ra giữa cuộc thi, giải thích rằng ở kiếp xưa Châu là vị thần ẩm thực trên cõi trời, do phạm luật trời nên bị đày xuống trần gian. Bồ Tát biến ông chủ tịch tập đoàn thành chó bulldog để trừng phạt sự phản bội của lão, biến một cái lỗ trên ngực của Đường Ngưu như là biểu tượng cho sự nhẫn tâm của hắn.
Sau cuộc thi, Châu ăn mừng Giáng sinh cùng những người bạn. Đầu Ngỗng tiết lộ rằng Gà Tây vẫn còn sống sau vụ mưu sát: viên đạn đã phá hủy hàm răng vàng của cô, bác sĩ sau đó phẫu thuật hàm răng và cả gương mặt cho cô, giúp mặt cô xinh hơn trước. Khi hai người gặp lại nhau, Châu ném cho Gà Tây bức vẽ hình trái tim đã hoàn tất.

## Diễn viên
- Châu Tinh Trì thủ vai Châu Tinh Trì
- Mạc Văn Úy thủ vai Gà Tây/Bồ Tát
- Cốc Đức Chiêu thủ vai Đường Ngưu
- Ngô Mạnh Đạt thủ vai Ông chủ tịch tập đoàn
- Lý Triệu Cơ thủ vai Đầu Ngỗng
- Lưu Dĩ Đạt thủ vai Nhà sư
- Tiết Gia Yến thủ vai Giám khảo cuộc thi nấu ăn
- La Gia Anh thủ vai MC cuộc thi nấu ăn
- Chung Lệ Đề thủ vai Cô gái trong mơ
- Giang Hi Văn thủ vai Phóng viên
- Lâm Tuyết thủ vai Ông mập
- Uyển Quỳnh Đan thủ vai Thầy bói